# Homestead Base
Homestead Base és una concentració de població designada pel cens dels Estats Units a l'estat de Florida. Segons el cens del 2000 tenia 446 habitants.

## Demografia
Segons el cens del 2000, Homestead Base tenia 446 habitants, 13 habitatges, i 11 famílies. La densitat de població era de 39,6 habitants/km².
Dels 13 habitatges en un 69,2% hi vivien nens de menys de 18 anys, en un 76,9% hi vivien parelles casades, en un 15,4% dones solteres, i en un 7,7% no eren unitats familiars. En el 7,7% dels habitatges hi vivien persones soles el 7,7% de les quals corresponia a persones de 65 anys o més que vivien soles. El nombre mitjà de persones vivint en cada habitatge era de 4,85 i el nombre mitjà de persones que vivien en cada família era de 5,17.
Per edats la població es repartia de la següent manera: un 33,6% tenia menys de 18 anys, un 9,4% entre 18 i 24, un 34,5% entre 25 i 44, un 18,2% de 45 a 60 i un 4,3% 65 anys o més.
L'edat mediana era de 29 anys. Per cada 100 dones de 18 o més anys hi havia 109,9 homes.
La renda mediana per habitatge era de 43.750 $ i la renda mediana per família de 43.750 $. Els homes tenien una renda mediana de 6.979 $ mentre que les dones 20.662 $. La renda per capita de la població era de 6.181 $. Cap de les famílies i el 65,5% de la població estaven per davall del llindar de pobresa.

## Poblacions més properes
El següent diagrama mostra les poblacions més properes.